# Satz von Müntz-Szász
Der Satz von Müntz-Szász (englisch Müntz-Szász theorem) ist einer der Approximationssätze des mathematischen Gebiets der Analysis. Er geht auf Arbeiten der beiden Mathematiker Herman (Chaim) Müntz und  Otto Szász aus den Jahren 1914 bzw. 1916 zurück. Der Satz behandelt, anschließend an den klassischen Approximationssatz von Weierstraß, die Frage der Bedingungen, unter denen die stetigen komplexwertigen Funktionen auf dem abgeschlossenen Einheitsintervall durch Linearkombinationen geeigneter Potenzfunktionen gleichmäßig approximiert werden können.

## Formulierung des Satzes
Der Darstellung von Walter Rudin folgend kann der Approximationssatz angegeben werden wie folgt:
Sei {\displaystyle \,\,C=C(I,\mathbb {C} )} der zum Einheitsintervall {\displaystyle I=[0,1]\subseteq \mathbb {R} } gehörige Funktionenraum der stetigen komplexwertigen Funktionen {\displaystyle f\colon I\to \mathbb {C} }, versehen mit der Maximumsnorm, und sei {\displaystyle (p_{n})_{n=1,2,\ldots }} eine Folge reeller Zahlen mit {\displaystyle 0<p_{1}<p_{2}<p_{3}<\ldots }.
Sei weiter {\displaystyle X\subseteq C} der topologische Abschluss des {\displaystyle \mathbb {C} }-linearen Unterraums, der von den Potenzfunktionen {\displaystyle \,\,1,t^{p_{1}},t^{p_{2}},t^{p_{3}},\ldots \,\,\left(t\in I\right)\,\,} erzeugt wird.
Dann gilt:
 (a) Dann und nur dann ist {\displaystyle \,\,X=C\,\,}, wenn {\displaystyle \sum _{k=1}^{\infty }{\frac {1}{p_{k}}}=\infty } gilt .
 (b) Ist jedoch {\displaystyle \sum _{k=1}^{\infty }{\frac {1}{p_{k}}}<\infty } und ist weiter {\displaystyle \,\,p\in {\mathbb {C} \setminus \{0,p_{1},p_{2},p_{3},\ldots \}}\,\,} , so ist die Potenzfunktion {\displaystyle \,\,t^{p}\,\,} nicht in {\displaystyle X} enthalten.

## Andere Version
Der Satz von Müntz-Szász, der bei einigen Autoren oft auch nur als Satz von Müntz bezeichnet wird, gab Anlass zu einer Vielzahl von Verallgemeinerungen und weitergehenden Untersuchungen. Dabei wurde und wird, wie es schon Otto Szász in 1916 tat und wie in der Folge von anderen Autoren aufgegriffen wurde, von der Voraussetzung, dass die dort auftretenden Exponenten {\displaystyle \,\,p_{1},p_{2},p_{3},\ldots \,\,} positive Zahlen sein sollen, in der Regel abgewichen. Stattdessen werden komplexe Exponenten {\displaystyle \,\,z_{1},z_{2},z_{3},\ldots \,\,} mit positivem Realteil betrachtet, für die zwei gewisse unendliche Reihen divergieren bzw. konvergieren. Man gewinnt damit etwa die folgende Version:
Sei {\displaystyle \,\,C\,\,} der oben schon gegebene Funktionenraum und sei {\displaystyle (z_{n})_{n=1,2,\ldots }} eine Folge komplexer Zahlen mit  {\displaystyle \,\,\operatorname {Re} (z_{n})>0\,(n=1,2,\ldots )}.
Sei weiter {\displaystyle X\subseteq C} der topologische Abschluss des von den Potenzfunktionen {\displaystyle \,\,1,t^{z_{1}},t^{z_{2}},t^{z_{3}},\ldots \,\,\left(t\in I\right)\,\,} erzeugten {\displaystyle \mathbb {C} }-linearen Unterraums.
Dann gilt:
 (a) Im Falle, dass {\displaystyle \sum _{k=1}^{\infty }{\frac {\operatorname {Re} (z_{k})}{1+|z_{k}|^{2}}}=\infty } gilt, ist {\displaystyle \,\,X=C\,\,} .
 (b) Andererseits ist im Falle, dass {\displaystyle \sum _{k=1}^{\infty }{\frac {\operatorname {Re} (z_{k})+1}{1+|z_{k}|^{2}}}<\infty } gilt, {\displaystyle \,\,X\neq C\,\,} .